# Inzert TV

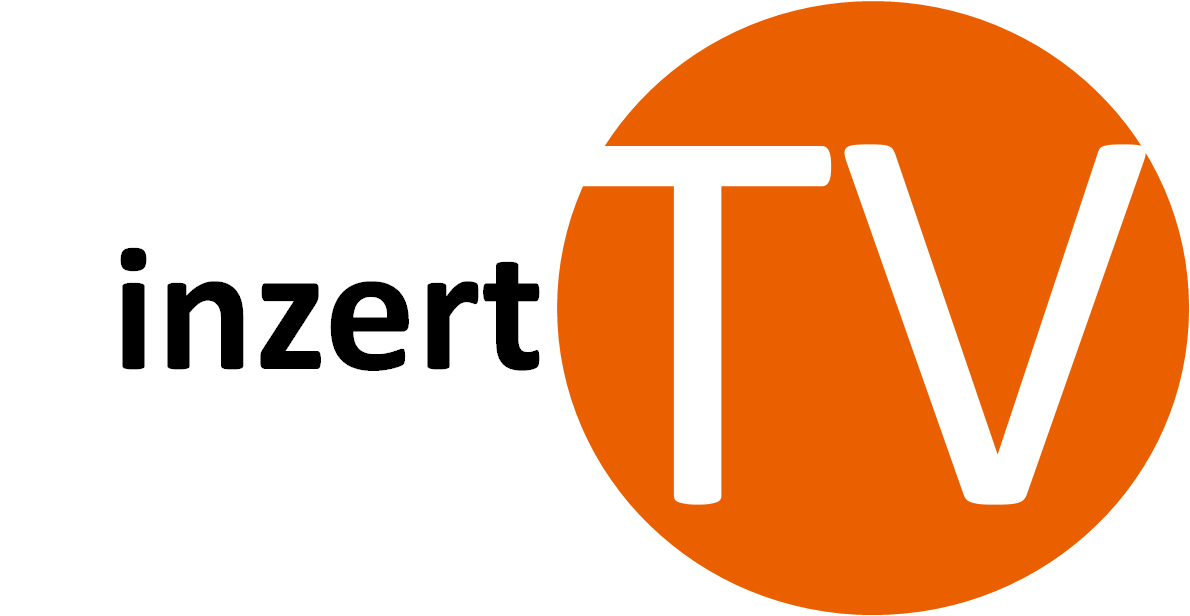
Logo stanice

Inzert TV byla česká inzertní televize. Vysílat začala 1. prosince 2012, šířena byla v rámci multiplexu 4.
Vysílala pořady Inzert TIP a sleva.tv. V pořadu Inzert TIP mohla být inzerována i firma diváka za poplatek 8 000 Kč + DPH.[zdroj⁠?!]
Vlastnil ji Strahija Ivošević, QI investiční společnost a Tomáš Fuxa, který byl zároveň ředitelem i jednatelem společnosti.
Dne 1. února 2014 v 0:04 stanice ukončila své vysílání v rámci multiplexu 4 i internetového vysílání.